# Franziska Schubert (Skispringerin)
Franziska Schubert (* 28. September 1993) ist eine ehemalige deutsche Skispringerin. Sie wohnt in Pöhla.
Schubert begann im Herbst 2001 mit dem Skispringen. 2004 und 2007 gewann sie den Sachsenpokal. 2007 wurde sie Doppelsachsenmeister. 2008 holte sie sich im Januar zweimal den ersten Platz beim DSC in Hinterzarten und im Februar zweimal den zweiten Platz beim DSC in Rastbüchl. Bei den Deutschen Schülermeischaften 2008 wurde sie Vize-Schülermeisterin. Seit dem 10. August 2008 ist sie im Continental Cup zu sehen. Ihr bestes Einzelergebnis holte sie in Toblach 2009 mit Platz 23. Im Februar 2010 sprang sie im Deutschlandpokal auf den ersten Platz.